# Nausicaa Bonnín
Nausicaa Bonnín i Dufrenoy (Barcellona, 28 aprile 1985) è un'attrice spagnola.

## Filmografia parziale

### Cinema
- Tic Tac, regia di Rosa Vergés (1997)
- Las vidas de Celia, regia di Antonio Chavarrías (2006)
- Lo mejor de mí, regia di Roser Aguilar (2007)
- Tres dies amb la família, regia di Mar Coll (2009)
- Elisa K, regia di Jordi Cadena e Judith Colell (2010)
- El cuerpo, regia di Oriol Paulo (2012)
- Sequestro (Secuestro), regia di Mar Targarona (2016)
- La amiga de mi amiga, regia di Zaida Carmona (2022)

### Televisione
- Paradigma - serie TV, 11 episodi (2008)
- El cor de la ciutat - serie TV, 878 episodi (2005-2009)
- Familia - serie TV, 7 episodi (2013)
- La llum d'Elna - film TV (2017)
- Io so chi sei (Sé quién eres) - serie TV, 7 episodi (2017)
- Servir y proteger - serie TV, 149 episodi (2017)
- Tre giorni di Natale (Días de Navidad) - miniserie TV, un episodio (2019)
- Eva contra Eva - film TV (2022)
- Broken Ties - serie TV, 10 episodi (2022)
- Cites - serie TV, 5 episodi (2015-2023)
- Això no és Suècia - serie TV, 8 episodi (2023)